# Gastrotheca aratia
Gastrotheca aratia es una especie de anfibio anuro de la familia Hemiphractidae.

## Distribución geográfica
Esta especie es endémica de la región de Cajamarca en Perú. Se encuentra entre los 2560 y 2875 m sobre el nivel del mar en el norte de la Cordillera Occidental.

## Publicación original
- Duellman, Barley & Venegas, 2014: Cryptic species diversity in marsupial frogs (Anura: Hemiphractidae: Gastrotheca) in the Andes of northern Peru. Zootaxa, n.º 3768, p. 159–177.[4]